# 普拉宋·约希
普拉宋·约希（英語：Prasoon Joshi，1971年9月16日—）是印度填词家、編劇、诗人。为麦肯世界集团印度公司CEO，及麥肯廣告亚太地区主席。2017年8月11日，被指派为印度电影分级中央委员会主席。
普拉宋于2007年、2008年及2014年三度获得印度電影觀眾獎最佳作詞者。其电影《心中的小星星》（2007）及《吉大港》（2013）曾获得印度國家電影獎最佳歌詞奖项。2015年，印度政府为他颁发了莲花士勋章，以表彰其对艺术、文学及广告的贡献。